# قناطر إسنا

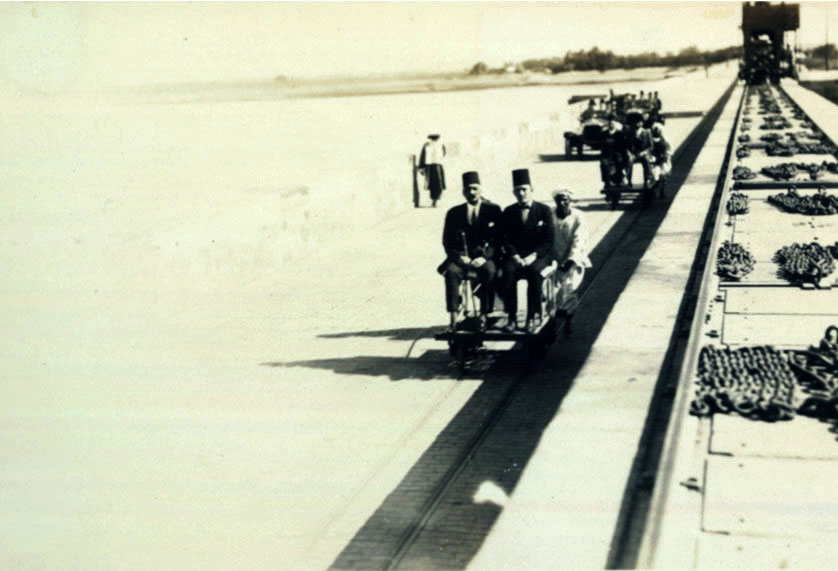
عدلي يكن باشا يتفقد خزان إسنا أثناء افتتاح سكة حديد الأقصر وأسوان.

قناطر إسنا قنطرتين (أو خزانين، والمصطلحات تعبيرا عن سد للري)، كانت القديمة موجودة سنة 1926م، وتم تجديد القناطر الجديدة في الألفية الجديدة.

## القديمة
الخزان الأول بني أثناء الاحتلال الإنجليزي لمصر عام 1906م في عهد الخديوي عباس حلمي الثاني لحفظ وتخزين مياه فيضان النيل والاستفادة منها في الزراعة وهي مبنية من الحجر وبها بوابات بالأسفل للتحكم في المياه وسطح القناطر ممهد بطوب من البازلت لونه أسود وما زال موجود حتي الآن. وفي أول القناطر يوجد مجر للسفن يعرف بالهويس ويوجد فيه ما يعرف بالصنية وهي جزء من الحديد يدور من أجل فتح واغلاق الهويس في حالة فتحه تعبر السفن والصنادل وكل ما يجري في نهر النيل العظيم وله إدارة مخصصة تعرف بإدارة قناطر اسنا القديمة

## الجديدة
القناطر الثانية لتوليد الكهرباء ولحفظ مياه الري ويوجد بها ممران لعبور البواخر السياحية يسمي كل منهما الهويس وبنتها شركة إيطالية في عام 1995 وتم فتح الهويس الثاني في خريف 2008 وهي جميلة بشكل خلاب وخصوصا عند عبور البواخر السياحية القادمة من القاهرة إلى الأقصر حيث أن هذه البواخر تصعد المياه كانها سلم حيث أن مستوي المياه شمال القناطر الجديدة منخفض بسبب توليد الكهرباء فالمركب تصعد من الأسفل للاعلي.

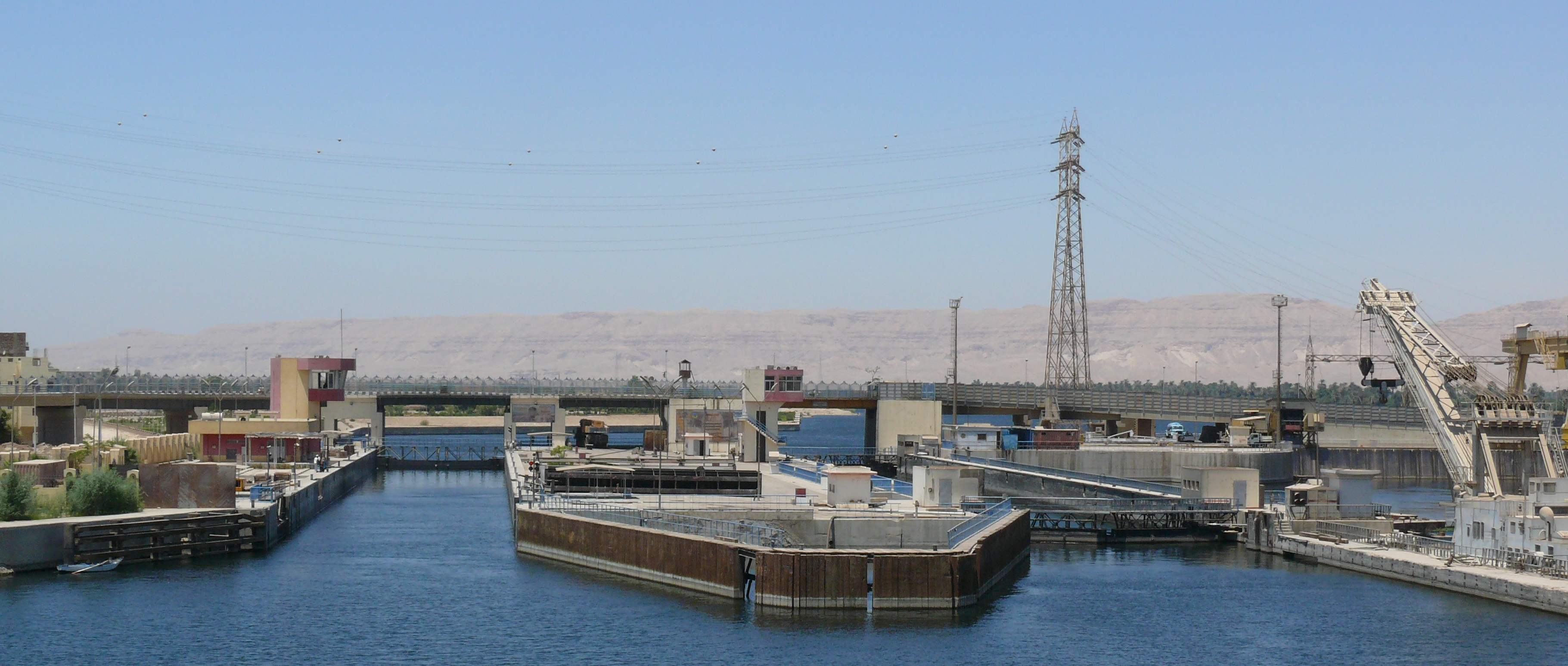
هويسات إسنا تسمح بعبور المراكب النيلية